# سعد بن جزاء
سعد بن جزاء بن عامر بن جويبر الصميدي الأحمدي الميموني السالمي الحربي ، شيخ الأحامدة من بني سالم من قبيلة حرب وفارس مشهور وحارب الدولة العثمانية.

## عن حياته
ثار على الدولة العثمانية وذلك لأن حاكم المدينة المنورة من قبل العثمانيين، ديوان أفندي دبر مقتل والده جزاء بن عامر، فثار ابنه سعد عليهم ومعه الأحامدة وأغلب قبيلة حرب.
وذهب الشيخ إلى وادي الفرع ووادي حجر وخليص ورابغ وما حولها يستنصر ببني عمه من قبيلة حرب فقامت معه بني عمرو أهل وادي الفرع وزبيد أهل خليص ووادي حجر وعوف اهل الحناكية ووادي الفرع وصبح من بني سالم وعامة مسروح وبني سالم وساروا بجموعهم حتى وصلوا الحسينية قرب وادي الصفراء وحشدت الدولة العثمانية قواتها تحت خمسة ألوية وعدد أفرادها يفوق الألفين عسكري مع مدافعهم ونشبت المعركة بينهم يوم الخميس الثالث والعشرين من شهر ربيع الآخر سنة 1253هـ وتقهقرت جموع العساكر العثمانين وتراجعوا مهزومين بعد أن قتل منهم 49 فرداً وجرح منهم 160 أخرين حسب ما ذكرت تقاريرهم، وقطع الطريق أمام قوافلهم وشن الحملات على المخافر الأمامية التركية حتى أصبح اسمه كابوسا للدولة العثمانية.

## ثورة بن جزاء ومقتل عثمان بك سنة 1254هـ
تفيد الوثائق المصرية أنه أثناء حروب الأحامدة مع قوات محمد علي باشا التي استمرت لعدة سنوات وإنتهت سنة 1256هـ استطاع الأحامدة قتل أحد قواد محمد علي البارزين وهو عثمان بك أمير اللواء الموجه للمرابطة في مضيق الجديدة ومحاربة الشيخ سعد بن جزاء وقبيلته.
وقد أحدث قتل هذا القائد ضجه كبيرة في أوساط الدولة المصرية والتركية لم يسبق لها مثيل. لكن الذي يجب الإشارة إليه أن جميع قبائل حرب قد كانوا متضامنين مع الشيخ سعد بن جزاء في وجه قوات محمد علي وفق ما تقتضيه عادات القبيلة وأعرافها التي لم ينجح إرهاب العساكر في تحطيمها وذلك ماشهد به محافظ المدينة في أحد خطاباته الموجهه إلى محمد علي بشأن تلك الحادثه حيث قال:
(أما عويمر بن فالح الذي قتل المشار إليه عثمان بك بمساعده سعد بن جزاء كما يبدو فقد تحقق أن جميع عربان حرب قد إشتركوا معه في هذا الأمر خاصة أنه عند التحرك إلى قبيلة ما فان جميع عربان حرب يقفون جنباً إلى جنب مع القبيلة المذكوره حسب قواعدهم).
وفي عام 1254هـ قتل أمير اللواء الموجه للمرابطة في مضيق الجديدة عثمان بك وهو أحد قواد محمد علي باشا في الحجاز كان متوجها للجديدة لقتال الشيخ ابن جزاء وجماعته وبمقتله إظطربت القوات المصرية والتركية وزاد حقدها على ابن جزاء والأحامدة.
وفي شهر ربيع الأخر سنة 1255ه وقعت معركة بين العثمانين وبين الشيخ ابن جزاء ومن تبعه من الأحامدة ومناصيره الصبوح والرحلة والمحاميد والقواد من ميمون من بني سالم ومعهم من مسروح بني عمرو وعوف وتقاتلوا النهار كله حتى حجز بينهم الليل وهزم العساكر وانسحبوا وأصيب قائدهم أفندي باشا وقتل من العساكر أكثر من خمسين وجرح منهم الكثير.
وفي شهر رجب 1255هـ وقعت معركة الفقرة عند جبل الفقرة بين العساكر والشيخ ابن جزاء وجماعته الأحامدة وهزم العساكر واستولى الأحامدة على قافلة الذخيرة المتوجهة لمد العساكر وتحصنوا بجبل الفقرة وإنسحبت العساكر إلى المدينة بعد فشل تلقيهم المدد.
"وهذا يدل على أن ابن جزاء كان داهية في الحرب والقتال وصاحب تجارب وفطنه وذلك لأنه يهاجم المخافر والقوافل وهو متحصن بجبل الفقرة وحين هاجموه العساكر تحارب معهم وأرسل قوة من خلف الجبل إلى مضيق ضبوعة الطريق المودي إلى جبل الفقرة من المدينة فتمركزوا هناك أثناء القتال وهاجموا القوافل المتجهة لمد العساكر بالذخيرة فبذلك قطع عنهم المدد مما تسبب في هزيمتهم.
وفي رمضان سنة 1255 هـ استولى ابن جزاء ومعه 1500 بواردي من قبيلة حرب على قافلة جمال تنقل الذخيرة وهي متجهة من ينبع للمدينة.
وبعد أن فقد العثمانيين الأمل في قتل ابن جزاء وإنهاء الثورة أرسلوا الشريف محمد عون للتوسط بالصلح بينهم وتم الصلح بعد أن إشترط ابن جزاء ما أراد وبذلك إنتهت ثورته بعد حوالي عشر سنوات من القتال عان منها الأتراك والمصريين النكال والويل.

## قصيدة له
هجم الشريف عبد المطلب أمير المدينة على قبيلة الأحامدة ودار بينهم حرب طاحنه وكان للشريف عبد المطلب قوة، ولجأ الأحامدة إلى أعالي جبال الفقرة وأمر الشريف ببناء القلاع أسفل الجبل لمحاصرة الأحامدة ولكن خيرات جبلهم الحصين كثيرة وأرسل الشيخ سعد بن جزاء هذه القصيدة لعبد المطلب يقول فيها:

## وفاته
توفي سعد بن جزاء في عام 1289 هـ.